# The European Law Students' Association

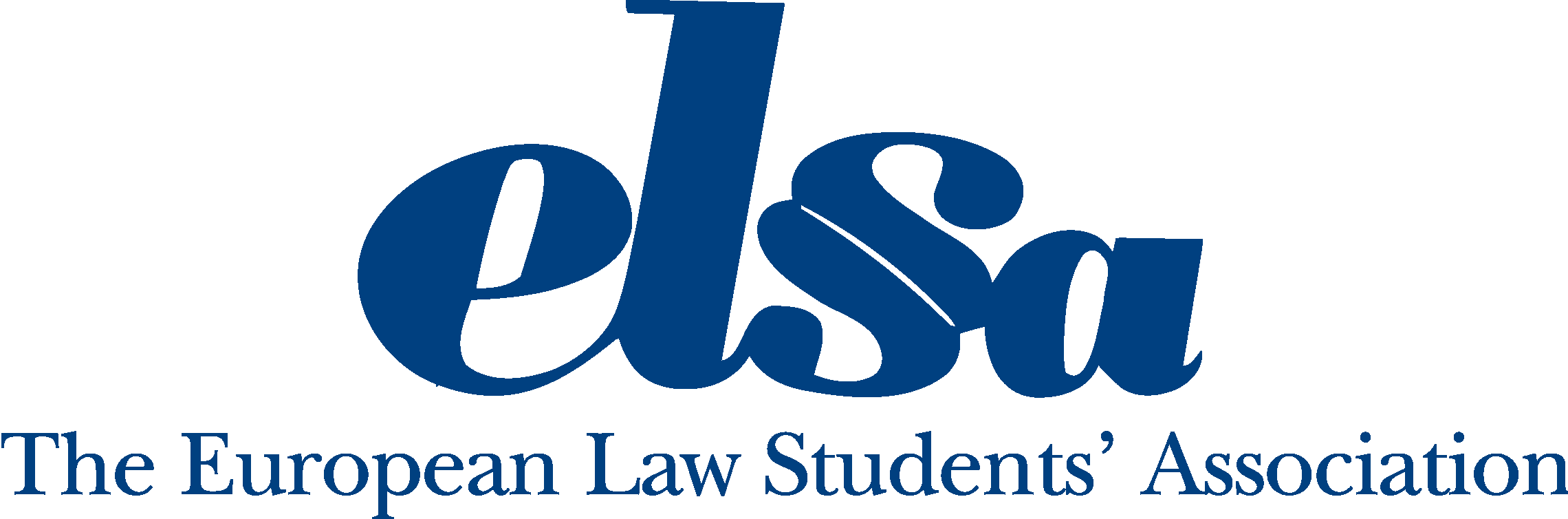
El logo de The European Law Students' Association (ELSA).

The European Law Students' Association (también llamada ELSA, Asociación Europea de Estudiantes de Derecho) es una asociación internacional, independiente, apolítica, sin ánimo de lucro dirigida por y para estudiantes de Derecho. Formada por estudiantes de Derecho y jóvenes licenciados interesados en completar su educación legal, el intercambio internacional y los Derechos Humanos.
ELSA es, hoy por hoy, la asociación de estudiantes de Derecho independiente más grande del mundo y está representada en más de 300 universidades en 44 países de toda Europa, con un número de miembros que excede los 60.000.

## Historia
ELSA fue fundada por cinco estudiantes de derecho de Austria, Hungría, Polonia y la República Democrática Alemana el 4 de mayo de 1981 en Viena. Nace al amparo del Consejo de Europa en el marco histórico de la Guerra Fría. 
ELSA, debido a sus actividades y su compromiso dentro de la comunidad internacional, ha obtenido un estatus especial con varias instituciones internacionales. ELSA ha obtenido el estatus consultivo en varios organismos de Naciones Unidas; en 1997 obtuvo el Estatuto Especial Consultivo con UN-ECOSOC (Consejo Económico y Social de Naciones Unidas) y el Estatus Consultivo con UNCITRAL (Comisión de las Naciones Unidas para el derecho mercantil internacional). En 1994 se concedió a ELSA el Estatus Consultivo en la Categoría C de la UNESCO (Organización de las Naciones Unidas para la Educación, la Ciencia y la Cultura). Además, en 2000 concedieron a ELSA el Estatus Consultivo (actualmente llamado Estatus Participativo) en el Consejo de Europa. Además, ELSA tiene un acuerdo de cooperación con UNHCR (Alto comisionado de Naciones Unidas para los Refugiados). En octubre de 2005 ELSA ha obtenido el Estatuto de Observador en WIPO (Organización Mundial de la Propiedad intelectual). 

## Objetivos
Visión: Un mundo justo en el que haya respeto por la dignidad humana y la diversidad cultural. 
Propósito: Contribuir a la educación legal, fomentar el entendimiento mutuo y promover la responsabilidad social entre estudiantes de Derecho y jóvenes juristas.
Medios: 
- Proporcionar oportunidades a los estudiantes de Derecho y jóvenes juristas para aprender sobre otras culturas y sistemas legales en un ambiente de diálogo crítico y cooperación científica.
- Ayudar a los estudiantes de Derecho y jóvenes juristas a tener una mentalidad internacional y a estar capacitados profesionalmente.
- Impulsar a los estudiantes de Derecho y jóvenes juristas a actuar por el bien de la sociedad.

Todo ello se lleva a cabo a través de un gran número de actividades tanto académicas como sociales en tres niveles: local, nacional e internacional. Éstas incluyen, por ejemplo, prácticas en el extranjero, law schools o escuelas de Derecho, moot courts o competiciones de simulaciones de juicios, seminarios, conferencias, intercambios bilaterales, etc.

## ELSA network
ELSA es una red única y creciente de más de 50.000 jóvenes de más de 375 universidades en 43 países a lo largo de toda Europa. ELSA actualmente tiene miembros y observadores en: Albania, Alemania, Austria, Azerbaiyán, Bélgica, Bielorrusia, Bosnia y Herzegovina, Bulgaria, Chipre, Croacia, Dinamarca, Eslovaquia, Eslovenia, España, Estonia, Finlandia, Francia, Georgia, Grecia, Hungría, Islandia, Irlanda, Italia, Letonia, Lituania, Luxemburgo, Macedonia del Norte, Malta, Montenegro, Holanda, Noruega, Polonia, Portugal, República Checa, Rumanía, Serbia, Reino Unido, Suecia, Suiza, Turquía, y Ucrania.
Además, ELSA coopera con otras organizaciones de estudiantes en todo el mundo, por ejemplo la International Law Students´ Association (ILSA) en Norteamérica, Asian Law Students´ Association (ALSA) en Asia, Asociación Dominicana de Profesionales y Estudiantes de Derecho (ADED) en la República Dominicana.

## Actividades
Las actividades de ELSA se sitúan en tres áreas claves:
S&C - Seminarios y conferencias
- Clases magistrales
- Panel de discusiones
- Seminarios
- Conferencias
- Escuelas legales
- Visitas de estudio
- Visitas a Instituciones

AA - Actividades académicas
- Revistas Jurídcas
- Grupo de investigación legal
- Competiciones de ensayos
- Juicios Simulados
- ELSA Moot Court Competition on WTO Law
- European Human Rights Moot Court Competition

STEP - Student Trainee Exchange Programme
- Programa de prácticas internacionales para estudiantes de derecho

## Patronazgo
Thorbjørn Jagland: Secretario general del Consejo de Europa, antiguo primer ministro de Noruega.

## Publicaciones
ELSA publica una revista para todos sus miembros: Synergy. Además, ELSA España tiene su propia revista, ELSA Spain Law Review.

## ELSA Spain
Nace el 27 de enero de 1988 en la facultad de derecho de Valencia a partir de un estudiante de Erasmus en Alemania y sus compañeros de facultad en Valencia. 

### Grupos locales
ELSA se encuentra representada en las facultades de Derecho de varias universidades españolas: Almería, Alicante, CEU San Pablo, Complutense de Madrid, Castellón, Córdoba, Deusto, IE University, Madrid-Centro Universitario Villanueva, Madrid- CUNEF, Madrid-ICADE, Madrid-Universidad Autónoma de Madrid, Madrid - Universidad Carlos III, Madrid-Universidad Rey Juan Carlos, Universidad de Murcia, Pompeu Fabra de Barcelona, Salamanca, Santiago de Compostela, Universidad de Barcelona, Valencia, Universidad Católica de Valencia, Valladolid y Universidad Loyola Andalucía.

### ELSA Spain
Desde 1988 a 2006 la sede nacional de ELSA España se situó en Valencia. Desde 2006 a 2011 se ubicó en La Coruña. Desde la Asamblea Nacional de primavera de 2011 (31 NCM) hasta la 44.ª Asamblea Nacional de Otoño de 2017 en Salamanca (44.ª NCM), se cambió a la Facultad de Derecho de Valladolid.
Dos veces por año ELSA España organiza una Asamblea General, el órgano supremo de la asociación, conocido por sus siglas en inglés como National Council Meeting. Los grupos miembros de ELSA España escogen la junta directiva nacional en la asamblea de primavera.

### Asambleas Nacionales de ELSA Spain (d.2009)
- Primavera de 2009: 26 NCM de La Coruña (20-22 de marzo de 2009). Por acuerdo en 25 NCM.
- AU de 2009: 27 NCM por videoconferencia (21 de mayo de 2009). Por acuerdo en 26 NCM.
- Otoño de 2009: 28 NCM de Barcelona (1-3 de octubre de 2009). Por acuerdo en 26 NCM.
- Primavera de 2010: 29 NCM de Valencia (19-21 de marzo de 2010). Por acuerdo en 28 NCM.
- Otoño de 2010: 30 NCM de Valencia (19-21 de noviembre de 2010). Por acuerdo en 28 NCM.
- Primavera de 2011: 31 NCM de Valladolid (4-6 de marzo). Por acuerdo en 29 NCM.
- Otoño de 2011: 32 NCM de Córdoba (11-13 de noviembre de 2011). Por acuerdo en 31 NCM.
- Primavera de 2012: 33 NCM de Madrid (12-15 de abril de 2012). Por acuerdo en 32 NCM.
- Otoño de 2012: 34 NCM de La Coruña (22-25 de noviembre de 2012).
- Primavera de 2013: 35 NCM de San Sebastián (21-24 de marzo de 2013). Por acuerdo en 33 NCM.
- Otoño de 2013: 36 NCM de Segovia (17-20 de octubre de 2013).
- Primavera de 2014: 37 NCM de Madrid (4-6 de marzo de 2014).
- Otoño de 2014: 38 NCM de San Sebastián (7-9 de noviembre de 2014).
- Primavera de 2015: 39 NCM de Barcelona (19-21 de marzo de 2015).
- Otoño de 2015: 40 NCM de Valladolid (15-18 de octubre de 2015).
- Otoño de 2015: NCM Extraordinario de Madrid (noviembre de 2015).
- Primavera de 2016: 41 NCM de Madrid (10-13 de marzo de 2016).
- Otoño de 2016: 42 NCM de Santiago de Compostela (14-17 de noviembre de 2016).
- Primavera de 2017: 43 NCM de San Sebastián-Deusto (9-12 de marzo de 2017).
- Otoño de 2017: 44 NCM de Salamanca (16-19 de noviembre de 2017)
- Primavera de 2018: 2.º NCM de Valencia y Cullera (5-8 de abril de 2018). Por acuerdo en el 44 NCM (el de la tercera refundación, erróneamente considerado el 1.º NCM de la refundada en él federación ELSA-Spain).

NCM = National Council Meeting/Asamblea General; AU = Asamblea Universal

### Alumni
Como ELSA es una organización formada por estudiantes y jóvenes juristas, una vez que finalizan sus estudios y se incorporan al mercado laboral, abandonan ELSA. No obstante, con el objetivo de reforzar el vínculo de los antiguos miembros con la Asociación fue creada una asociación de carácter internacional denominada "ELSA Lawyers Society" (ELS).